# До До
До До, иногда Додо (кит. 多多), собственное имя Ли Шичжэн (кит. 栗世征, род. 1951[…], Пекин) — китайский поэт.

## Биография
В период культурной революции получил направление на работу в деревню на озере Байяндянь. Там начал читать современную поэзию и писать собственные стихи. В его ранних вещах слышатся отзвуки поэзии Бодлера, Цветаевой, Сильвии Плат. Сразу после жестокого подавления студенческих волнений на площади Тяньаньмэнь прилетел в Лондон на поэтические чтения в Британском музее. Остался на Западе, жил в Великобритании, Канаде, Нидерландах. В поэзии До До позднейших лет укрепился мотив изгнанничества.
В 2004 поэт вернулся в Китай. Преподает в университете провинции Хайнань на одноимённом острове, куда в XI в. был сослан поэт Су Ши.

## Творчество
Один из представителей — вместе с Бэй Дао, Ян Лянем, Ман Кэ — так называемой туманной поэзии.

## Признание
Стихотворения До До выходили отдельными книгами на английском и французском языках. Первым из китайских поэтов он стал лауреатом Нейштадтской литературной премии (2010, см.:  Архивная копия от 14 июня 2011 на Wayback Machine).